# Wilburn Cartwright

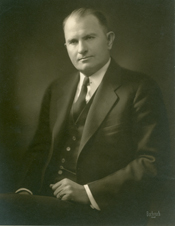
Wilburn Cartwright

Wilburn Cartwright (* 12. Januar 1892 bei Georgetown, Meigs County, Tennessee; † 14. März 1979 in Oklahoma City, Oklahoma) war ein US-amerikanischer Politiker. Zwischen 1927 und 1943 vertrat er den dritten Wahlbezirk des Bundesstaates Oklahoma im US-Repräsentantenhaus.

## Werdegang
Im Jahr 1903 zog Wilburn Cartwright mit seinen Eltern in das Indianergebiet im heutigen Oklahoma. Er besuchte die öffentlichen Schulen in Wapanucka und Ada sowie das State Teachers College in Durant. Zwischen 1914 und 1922 arbeitete Cartwright als Lehrer an verschiedenen Schulen in Oklahoma.
Politisch war er Mitglied der Demokratischen Partei. Von 1914 bis 1918 war er Abgeordneter im Repräsentantenhaus von Oklahoma. Nach einem Jurastudium und seiner 1917 erfolgten Zulassung als Rechtsanwalt arbeitete Cartwright auch als Rechtsanwalt in der Stadt McAlester. Während des Ersten Weltkriegs war er Soldat in einem Ausbildungslager der US-Armee. Zwischen 1918 und 1922 gehörte er dem Senat von Oklahoma an, von 1922 bis 1926 war er Schulrat in Krebs.
Nachdem er sich in den Jahren 1922 und 1924 erfolglos um einen Sitz im Kongress beworben hatte, wurde er 1926 im dritten Distrikt von Oklahoma in das US-Repräsentantenhaus in Washington, D.C. gewählt. Dort löste er am 4. März 1927 Charles D. Carter ab. Nachdem er bei den folgenden sieben Wahlen jeweils bestätigt wurde, konnte Cartwright bis zum 3. Januar 1943 im Kongress verbleiben. Dort war er zeitweise Vorsitzender des Straßenausschusses (Committee on Roads). Für die Wahlen des Jahres 1942 wurde er von seiner Partei nicht mehr nominiert.
Nach seiner Zeit im Kongress nahm er als Major der Armee am Zweiten Weltkrieg teil, in dem er in Afrika und Europa eingesetzt war. Dabei wurde er auch verwundet. Nach seiner Rückkehr in die Vereinigten Staaten arbeitete er 1945 in Fort Custer (Michigan) als Lehrer. Danach war er bis 1946 bei der Verwaltung des Kriegsveteranenbüros in Muskogee (Oklahoma) angestellt. Zwischen 1946 und 1950 war Wilburn Cartwright als Secretary of State geschäftsführender Beamter der Staatsregierung von Oklahoma. Von 1950 bis 1954 war er Leiter des Rechnungshofes (State Auditor). In den Jahren 1954, 1960 und 1966 wurde er zum Mitglied der State Corporation Commission gewählt, die Vorwahl 1962 zum Vizegouverneur des Staates verlor er mit 37 % gegen Leo Winters. Cartwright starb im Jahr 1979 in Oklahoma City und wurde in Norman beigesetzt.